# Jiōng
|  | No s'ha de confondre amb Jiong. |

Jiōng (扃) va ser el dotzè rei de la dinastia Xia. Possiblement va governar durant 21 anys segons Sima Qian, encara que els Annals de bambú daten el seu mandat en uns 18 anys aproximadament. Era el germà menor de Bù Jiàng i va assumir el tron després de la renúncia del seu germà l'any de Wuxu (戊戌). Quan portava 10 anys en el tron, el seu germà Bù Jiàng va morir.